# دایزنگی

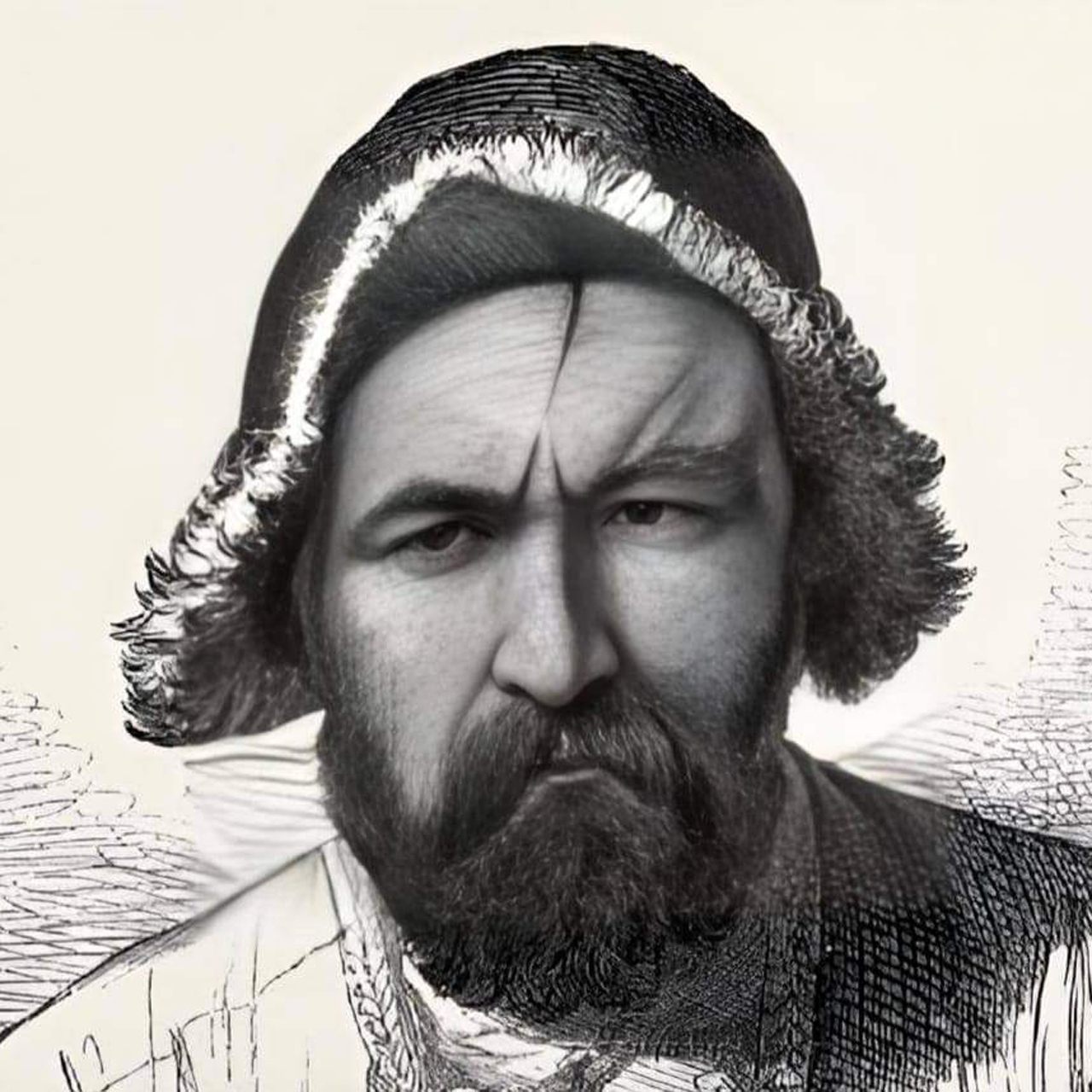
پرتره‌ای از یک مرد هزاره از دایزنگی، ۱۸۷۹ (میلادی).

دایزنگی از مناطق مسکونی بزرگ و تاریخی هزارستان (هزاره‌جات) است که در مناطق مرکزی افغانستان امروزی واقع شده‌است.

## جغرافیا
دایزنگی شامل مناطق یکه و لنگ، پنجاب، ورس، لعل و سرجنگل می گردد  .

## مردم
ساکنان دایزنگی را مردم هزاره تشکیل داده و به زبان فارسی گویش هزارگی سخن می‌گویند. عمده‌ترین طوایف دایزنگی شامل آبه، ایسمیل، انده، اسدالله بیگ، ارداد، بچه غلام، بیگل (بیگلی)، برفی، بهسودی، تانی، ترغی، قوم شدی، حیدربیگ، خوردگ زیی، خواجه داد، دلته مور، سبز علی، دولت، دارو، سه پای، شاهی، لاکو، لکزایی، محمود، غیب علی، ماموتو، میر بچه، میر هزار، محمد بیگ، نوروز بیگ، وغیره تشکیل می‌دهد.

## افراد مشهور دایزنگی
- آمان دیازنگی
- محمد حسین رضایی
- میر ناصر بیگ ورس
- سید علی بهشتی
- عبدالعلی مزاری
- مرادعلی مراد
- ظاهر هویدا[۴]
- اکبر خان نرگس
- صفدر توکلی
- جعفر مهدوی
- قربان کوهستانی
- موسی کهزاد